# Shirley Goldfarb
Shirley Goldfarb (ur. 4 sierpnia 1925 w Altoona, Pensylwania, zm. 28 września 1980 w Paryżu) – amerykańska malarka. Przedstawicielka ekspresjonizmu abstrakcyjnego.
Początkowo malowała obrazy, używając ograniczonej gamy kolorów (czernie, szarości i biele), następnie przeszła do eksplozji kolorów, a w latach 60. w jej obrazach dominowała biel, podkreślana kształtowaną nożem fakturą. U schyłku życia tworzyła za pomocą małych plamek, które układały się w mozaikę.